# 斯塔爾登里德

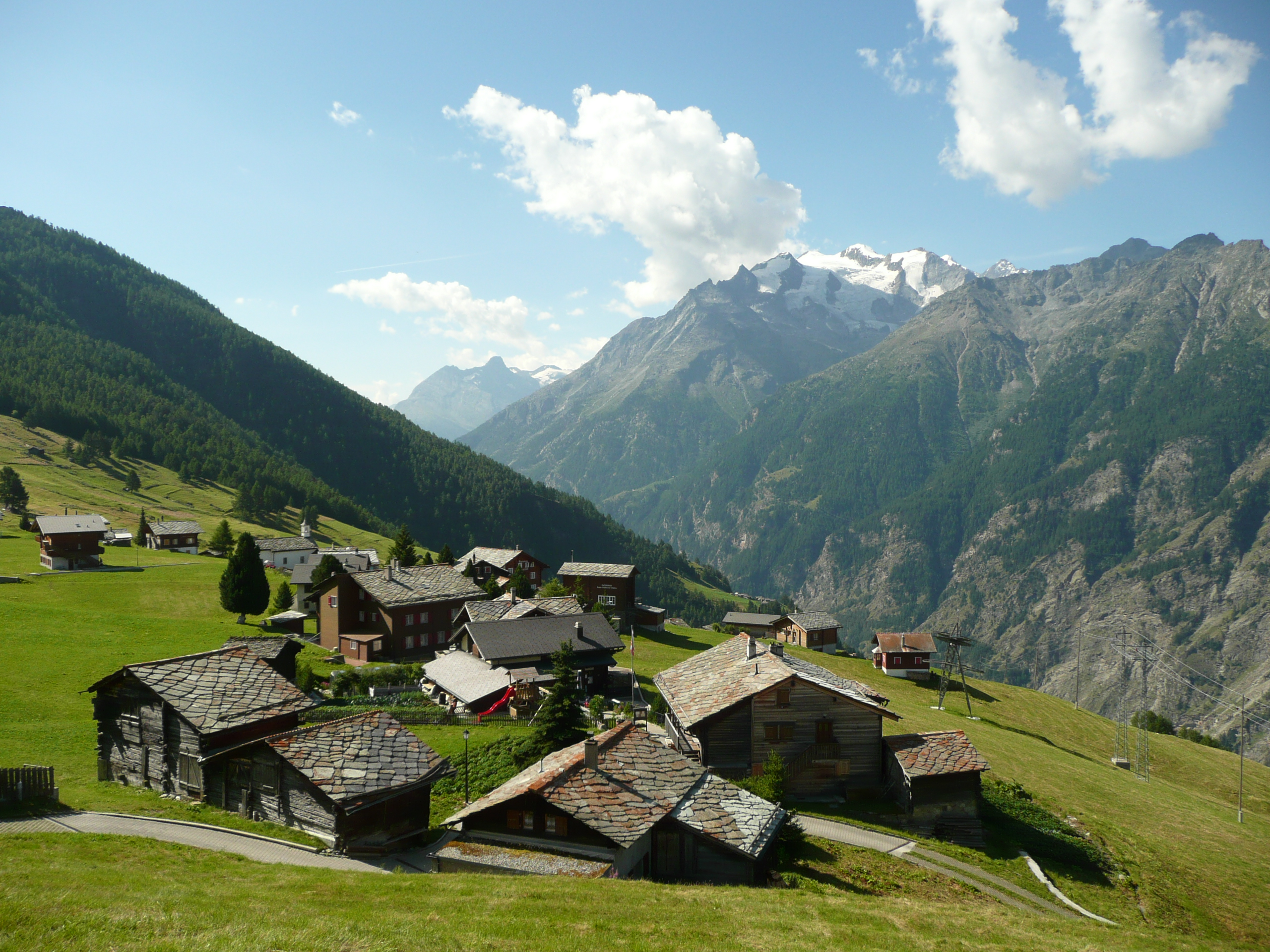

斯塔爾登里德是瑞士的城鎮，位於該國南部，由瓦萊州負責管轄，面積14.32平方公里，海拔高度1,052米，2011年人口552，九成半人口信奉羅馬天主教，人口密度每平方公里39人。

## 外部連結
- Official website （德文）